# Aimé Olivier de Sanderval
Pour les articles homonymes, voir Olivier (homonymie).
Aimé Victor Olivier, vicomte de Sanderval, né le 10 juillet 1840 à Lyon et mort le 22 mars 1919 à Marseille, est un aventurier, cryptarque et explorateur français de l'Afrique de l'Ouest. Ingénieur de formation, il est diplômé de l'École centrale des arts et manufactures.
Héritier d'une famille bourgeoise marseillaise, il investit une partie de sa fortune dans des projets ambitieux, notamment dans le domaine industriel. Il est ainsi l'inventeur d'un vélocipède et fonde une usine de fabrication de cycles.
C'est cependant lors de ses expéditions en Afrique de l'Ouest, notamment au Fouta-Djalon, qu'il laisse la plus forte empreinte. Il se distingue par son approche originale des populations locales, privilégiant le dialogue et la coopération plutôt que la confrontation. Cette philosophie le conduit à nouer des relations privilégiées avec les Peuls qui le considèrent comme un égal et lui accordent des titres honorifiques. Après son retour en France, il continue de s'intéresser aux questions coloniales et aux relations internationales. 

## Biographie

### Sa vie en Europe
Né à Lyon d'une grande famille locale, installée à Marseille, il se passionne dans son enfance pour les récits de voyages à Tombouctou de René Caillé. Il étudia à l’École Saint-Thomas d'Aquin-Veritas entre 1847 et 1853. Il sort en 1864 de l'École centrale des arts et manufactures (actuelle Centrale Paris), fondée entre autres par Théodore Olivier, cousin de son père.
Il effectue avec son frère René et leur ami Georges de la Bouglise, le premier voyage deux-roues du monde, de Paris à Avignon en 10 jours en août 1865 pour tester la récente invention du vélocipède à pédales sur la roue avant. Le 150e anniversaire de cette expédition fut commémoré  du 8 au 23 août 2015 par 7 vélocipédistes sur un parcours de Paris à Avignon proche dans la mesure du possible de celui des précurseurs.
Inventeur de la roue à moyeux suspendus (la roue à rayons) fondateur de la toute première usine de vélocipèdes, la Compagnie Parisienne des Vélocipèdes, il est le premier dans l'histoire de la poste en France à mettre les facteurs à vélo.
À la sortie de ses études, il se voit confier par sa famille la création d'une usine à Marennes (Charente-Maritime), ville dont il devient également  maire. Il participe brillamment à la guerre de 1870.
Il est l'ami de l'industriel marseillais Jules Charles-Roux.
Il épouse Rose Pastré, fille de Jean-Baptiste Pastré.

### Sa vie en Afrique
Après avoir fait une carrière dans l'industrie chimique, il laisse femme et enfants pour monter une expédition de plusieurs dizaines d'hommes et partir à la découverte du pays des Peuls. Il fut l'un des premiers Européens à se rendre à la cour de l'Almamy du royaume théocratique peul du Fouta-Djalon (centre de la Guinée actuelle).
Entre 1880 et 1919, il effectue cinq séjours au Fouta-Djalon, décrivant dans ses carnets de voyages la splendeur de la civilisation Peul, carnets qui sont repris dans certains journaux français de l'époque.
Avec sa devise « les connaître plutôt que les combattre » et à l'opposé de la colonisation qui suit (et qui cherche en partie à le faire passer pour un « illuminé »), Olivier de Sanderval ouvre un dialogue d'égal à égal avec l'élite Peul qui lui confère le titre de « roi », en lui donnant l'autorisation de battre monnaie à son effigie et en lui cédant des terres sur le plateau de Kahel qu'il va alors essayer de mettre en valeur.
Il rêve de faire traverser le pays peul par un chemin de fer. Il comprend très vite l'ambivalence des colonisations anglaise et française. Il est appuyé par Faidherbe et par Ferdinand de Lesseps dans ses projets africains.
La case où il a séjourné en 1897 près de Conakry est toujours visible et son nom a été donné au quartier actuel de Sandervalia où elle se trouve.

### Son titre de noblesse
Son titre de vicomte a été créé et accordé par le roi du Portugal, Louis Ier.

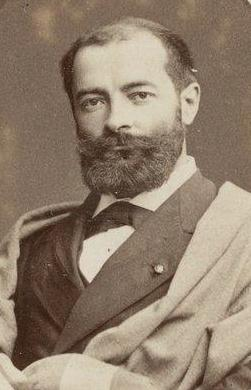

## Œuvres
- De l'Atlantique au Niger par le Foutah-Djallon, carnet de voyage d'Aimé Olivier de Sanderval, 1882.
- Soudan français Kahel; carnet de voyage, d'Aimé Olivier de Sanderval, 1893.
- Conquête du Foutah-Djallon, d'Aimé Olivier de Sanderval, 1899.
- Les Rives du Konkouré, de l'Atlantique au Fouta-Djalon, Paris, Challamel, 1900.
- De l'absolu (extraits). La mort n'est pas la mort., Digne, Constans et Davin, 1914.
- Mémoires d'Aimé Olivier, comte de Sanderval, publiées par Georges Olivier de Sanderval avec des illustrations de Gaullieur-L'Hardy, éd. Imprimeries bretonnes, 1961.